# 全美棒球記者協會
全美棒球記者協會（Baseball Writers Association of America，簡稱），是一個專門為在日報與雜誌上撰寫棒球相關文章的新聞工作者所成立的專業協會。協會成立於1908年，主要目的是為20世紀初期的運動記者改進工作條件。目前協會的主要功能是投票選舉可以進入棒球名人堂的退役球員。所有擁有十年以上會員資格的記者們都可以參與投票。

## 歷史
協會成立於1908年10月14日，主要是為了幫助改善運動記者的工作條件。在當時記者們常常被擠出擁擠的記者席，坐在觀眾席上最遠的位置，還得在惡劣的天氣下寫稿。
在1910年的時候，紐約的三隻球隊（紐約巨人、紐約高地人以及布魯克林道奇）開始要求想要進入記者席的人必須擁有協會的會員資格。因此，協會的會員人數也開始大大地增加。

## 獎項投票
協會每年都得負責投票決定幾個獎項，包括：
- 最有價值球員獎
- 新人王
- 賽揚獎
- 年度最佳教練

此外，協會每年也會投票選出能夠進入棒球名人堂的退役球員。

## 外部連結
- 官方網站（页面存档备份，存于）
- 「棒球圖書館」網站上的介紹